# Waylon Reavis
Waylon Reavis (né le 19 septembre 1978 à Wilkes County, Caroline du Nord, États-Unis) est un des chanteurs du groupe de metal alternatif Mushroomhead avec Jeffrey Hatrix.
Il a rejoint Mushroomhead en 2004 à la suite du départ de Jason Popson.
Il quitte le groupe en 2015 à cause de nombreux conflits avec le batteur Skinny.
Waylon a enregistré 3 albums avec Mushroomhead : "Savior Sorrow" (2006), "Beautiful Stories for Ugly Children" (2010) et "The Righteous & The Butterfly" (2014).
Il fonde son nouveau projet "A Killer's Confession" en 2016.
En 2020, il annonce se battre contre un cancer du côlon. 